# Pseudocolopteryx acutipennis
El doradito oliváceo (en Argentina, Bolivia y Paraguay) (Pseudocolopteryx acutipennis), también denominado doradito subtropical (en Perú y Ecuador), doradito lagunero (en Colombia) o piojito subtropical, es una especie de ave paseriforme de la familia Tyrannidae perteneciente al género Pseudocolopteryx. Es nativa de América del Sur.

## Distribución y hábitat
Su zona de residencia reproductiva se extiende de forma disjunta a lo largo de los Andes desde el norte de Colombia, por Ecuador, Perú, Bolivia, hasta el noroeste y regiones serranas del centro de Argentina, y también en el oeste de Paraguay. En los inviernos australes algunos individuos escasos migran hasta zonas bajas adyacentes llegando hasta el centro oeste de Brasil, este de Bolivia y Paraguay y centro norte de Argentina. Existen registros esporádicos tan lejanos como el litoral oriental y sur de Brasil, y el noreste de la provincia de Buenos Aires.
Esta especie es considerada de rara a poco común en sus hábitats naturales: cañizales, juncales y áreas arbustivas cerca de agua, principalmente entre 1000 y 3500 m de altitud.

## Sistemática

### Descripción original
La especie P. acutipennis fue descrita por primera vez por los zoólogo británicos Philip Lutley Sclater y Osbert Salvin en 1873 bajo el nombre científico Hapalocercus acutipennis; su localidad tipo es: «Kosñipata, Cuzco, Perú».

### Etimología
El nombre genérico femenino «Pseudocolopteryx» se compone de la palabra del griego «pseudos» que significa ‘falso’, y de «Colopteryx», que es un género obsoleto de atrapamoscas pigmeos (Ridgway, 1888); y el nombre de la especie «acutipennis» se compone de las palabras del latín «acutus»  que significa ‘puntudo’, ‘aguzado’, y «pennis» que significa ‘de alas’.

### Taxonomía
Los individuos sureños parecen ser mayores que los norteños, son necesarios más estudios. Las investigaciones de las vocalizaciones pueden revelar que el presente taxón representa varias especies crípticas. Es monotípica.